# Janville-en-Beauce
Janville-en-Beauce – gmina we Francji, w Regionie Centralnym, w departamencie Eure-et-Loir. W 2013 roku liczba ludności wynosiła 2622 mieszkańców. 
Gmina została utworzona 1 stycznia 2019 roku z połączenia trzech ówczesnych gmin: Allaines-Mervilliers, Janville oraz Le Puiset. Siedzibą gminy została miejscowość Janville. 